# ألبرتو بيريرا
ألبرتو بيريرا (بالبرتغالية: Alberto da Costa Pereira‏) (22 ديسمبر 1929 نكالا موزمبيق - 25 أكتوبر 1990 لشبونة البرتغال) هو لاعب كرة قدم برتغالي سابق كان يلعب كحارس مرمى.

## روابط خارجية
- ألبرتو بيريرا على موقع الاتحاد الدولي (مؤرشف)  (الإنجليزية)
- ألبرتو بيريرا على موقع الاتحاد الأوربي (الإنجليزية)
- ألبرتو بيريرا على موقع قاعدة بيانات كرة القدم.إي يو (الإنجليزية)
- ألبرتو بيريرا على موقع ناشيونال فوتبول تيمز (الإنجليزية)
- ألبرتو بيريرا على موقع عالم كرة القدم.نت (الإنجليزية)